# Dobostårta

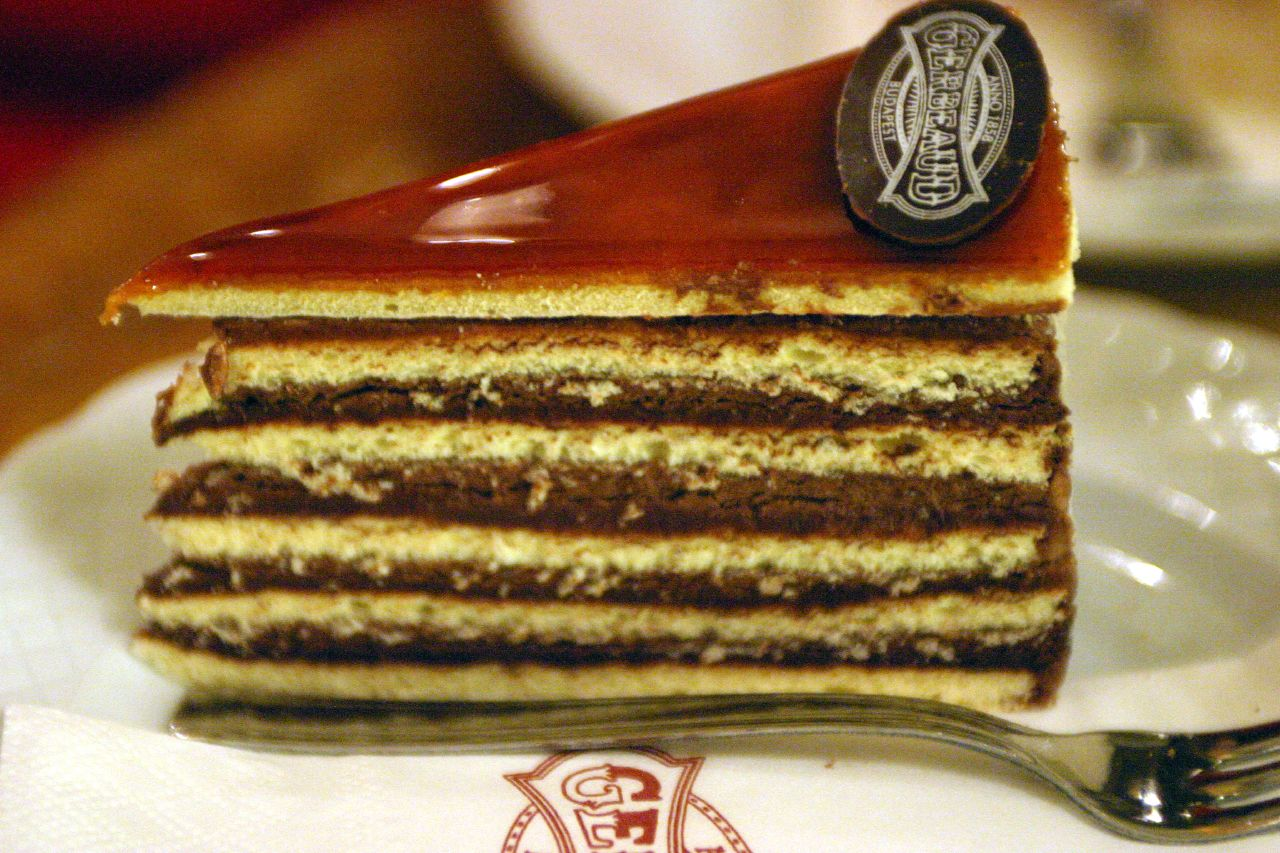
En bit dobostårta.

Dobostårta är en ungersk specialitet som har fått sitt namn efter en känd konditor i Budapest, József Dobos, som skapade tårtan 1884. 
Det är en fem-lagerstårta med tunna tårtbottnar fyllda med chokladsmörkräm och täckt med ett tunt lager karamell. I en tid då inte kylskåp fanns sökte Dobos skapa en tårta med lång hållbarhet och åstadkom med hjälp av karamellen på toppen att tårtan förblev saftig under längre tid. Tårtan introducerades 1885 på National General Exhibition of Budapest där kejsar Franz Josef I och kejsarinnan Elisabeth var bland de första att smaka tårtan. En kuriositet i sammanhanget är att Dobos höll receptet hemligt fram till sin pension 1906, då han donerade receptet till de ungerska konditori- och honungsmakarnas skrå, och övriga konditorier i Ungern kunde börja baka den.